# Phoksundo
Phoksundo (nep. फोकसुण्डो) – gaun wikas samiti w zachodniej części Nepalu w strefie Karnali w dystrykcie Dolpa. Według nepalskiego spisu powszechnego z 2001 roku liczył on 102 gospodarstw domowych i 491 mieszkańców (251 kobiet i 240 mężczyzn).